# 荃灣新市鎮

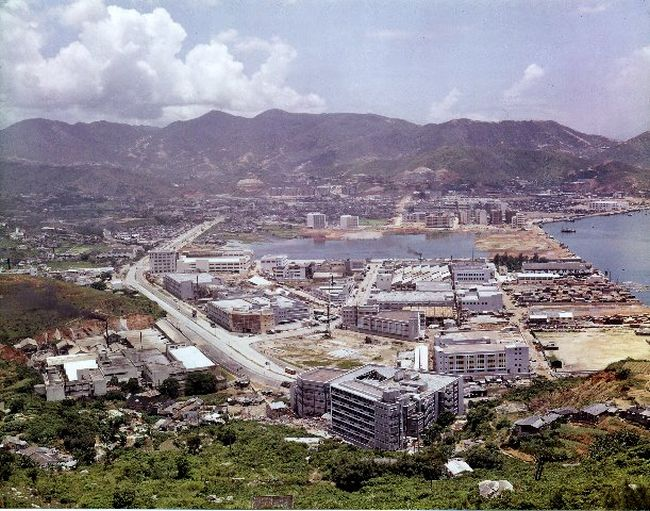
1961年荃灣的填海工程。

荃灣新市鎮（英語：Tsuen Wan New Town）是香港首個及九個新市鎮之一，亦是唯一一個屬於都會區（市區）內及港九市區重建局管轄的新界新市鎮。新市鎮的範圍位於荃灣區及葵青區，包括荃灣、葵涌、青衣島。總發展面積約3285公頃，是香港面積第二大的新市鎮，僅次於沙田新市鎮。根據香港政府統計，在2012年，該新市鎮的人口已逾85萬，人口規模為眾新市鎮之首。
1950年代後期，繼首個衞星城市觀塘後，港府開始發展荃灣成爲第二個衞星城市，是爲新市鎮的前身。及至1961年9月，港府正式刊憲，發展香港首個新市鎮——荃灣新市鎮，標誌著港府正式開始大舉發展新界，揭開香港城市發展的新里程。2011年，荃灣新市鎮慶祝成立50週年金禧紀念，於9月16日在藍巴勒海峽舉行由圓玄學院贊助的「圓玄金禧煙火耀荃城」。
荃灣新市鎮是香港唯一橫跨兩個區分（荃灣區及葵青區）的新市鎮，這是由於初發展時葵青區尚未獨立出來；亦是發展時唯一不設單車徑的香港新市鎮，但香港政府正在研究設立連接屯門和荃灣的單車徑，荃灣段的單車徑已經在2021年4月陸續啟用。
荃灣新市鎮在都會區、差餉、公共房屋編配（擴展市區）、醫院聯網（九龍西聯網）、市區重建、的士經營範圍（但新界的士可行駛川龍村以北、汀九交匯處以西、荃灣站、青衣站）的定義下，均屬於香港市區的範圍內。

## 荃灣新市鎮中心
由於開發較早，荃灣沒有固定的「市中心」地帶，這是由於荃灣和葵涌受山勢阻隔、青衣島與新界又被藍巴勒海峽分隔，加上後來分為兩個區，故荃灣新市鎮發展規劃分為三個核心：荃灣、葵涌和青衣，三者當中尤以荃灣的面積最大及最多人口，所以，荃灣被視為荃灣新市鎮的核心地區。三個發展中心各自的市中心。這是與同為第一代新市鎮的沙田新市鎮、屯門新市鎮有所不同。根據2011年全港人口普查資料，荃灣新市鎮人口達81.5萬人（荃灣區人口30萬；葵青區人口51萬），佔全港人口的百分之12%。

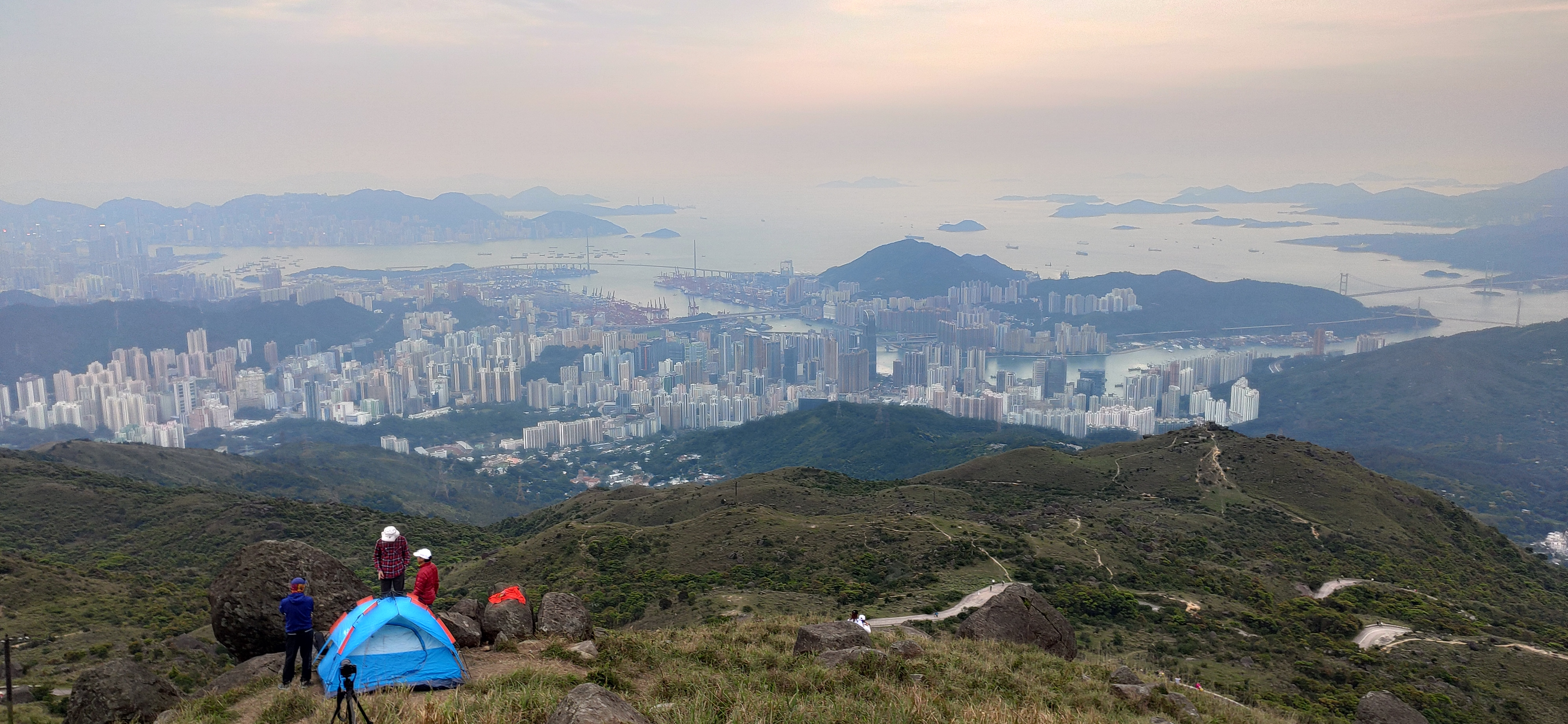
荃灣，青衣及葵涌

### 荃灣

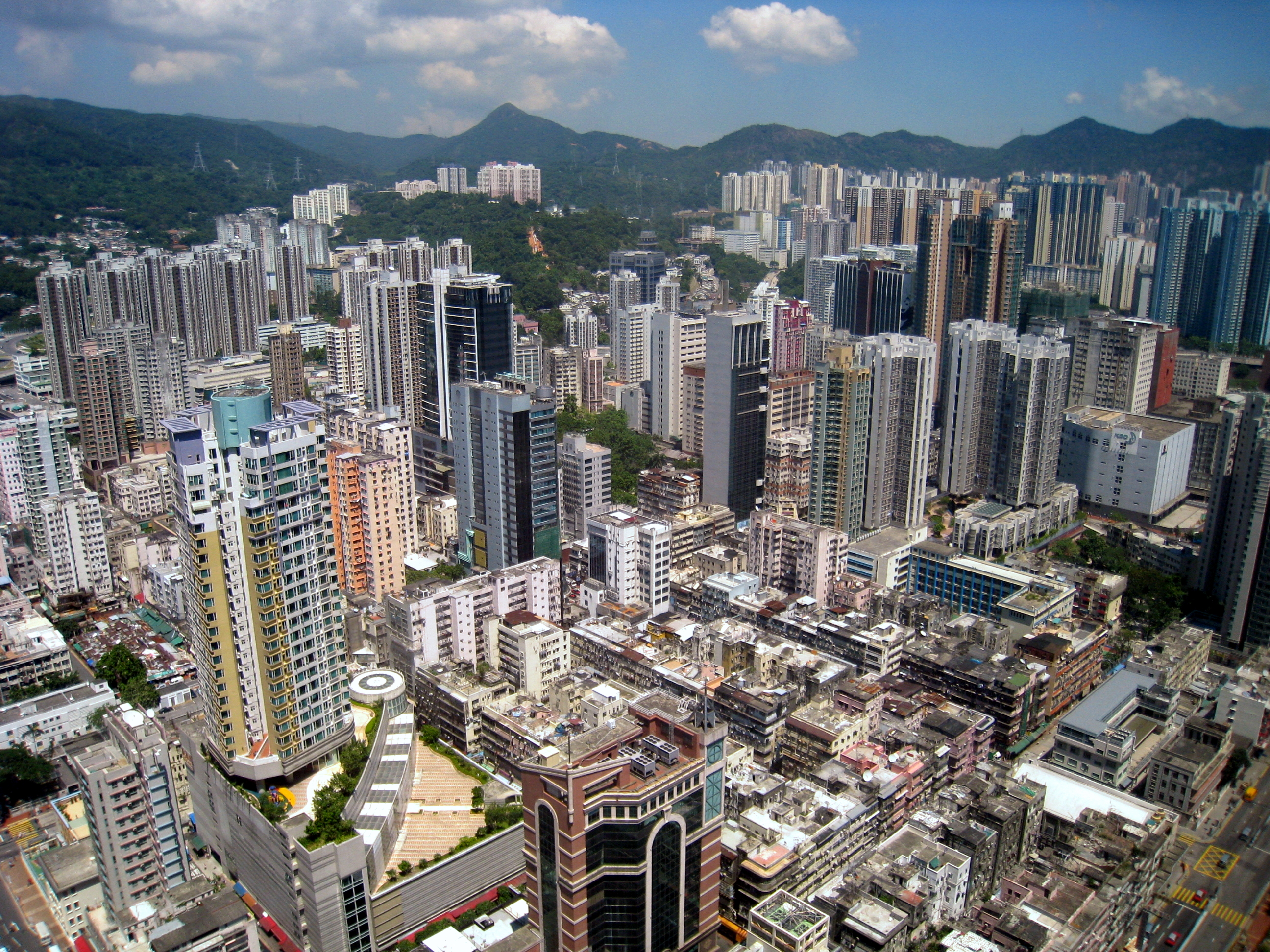
荃灣天際線。

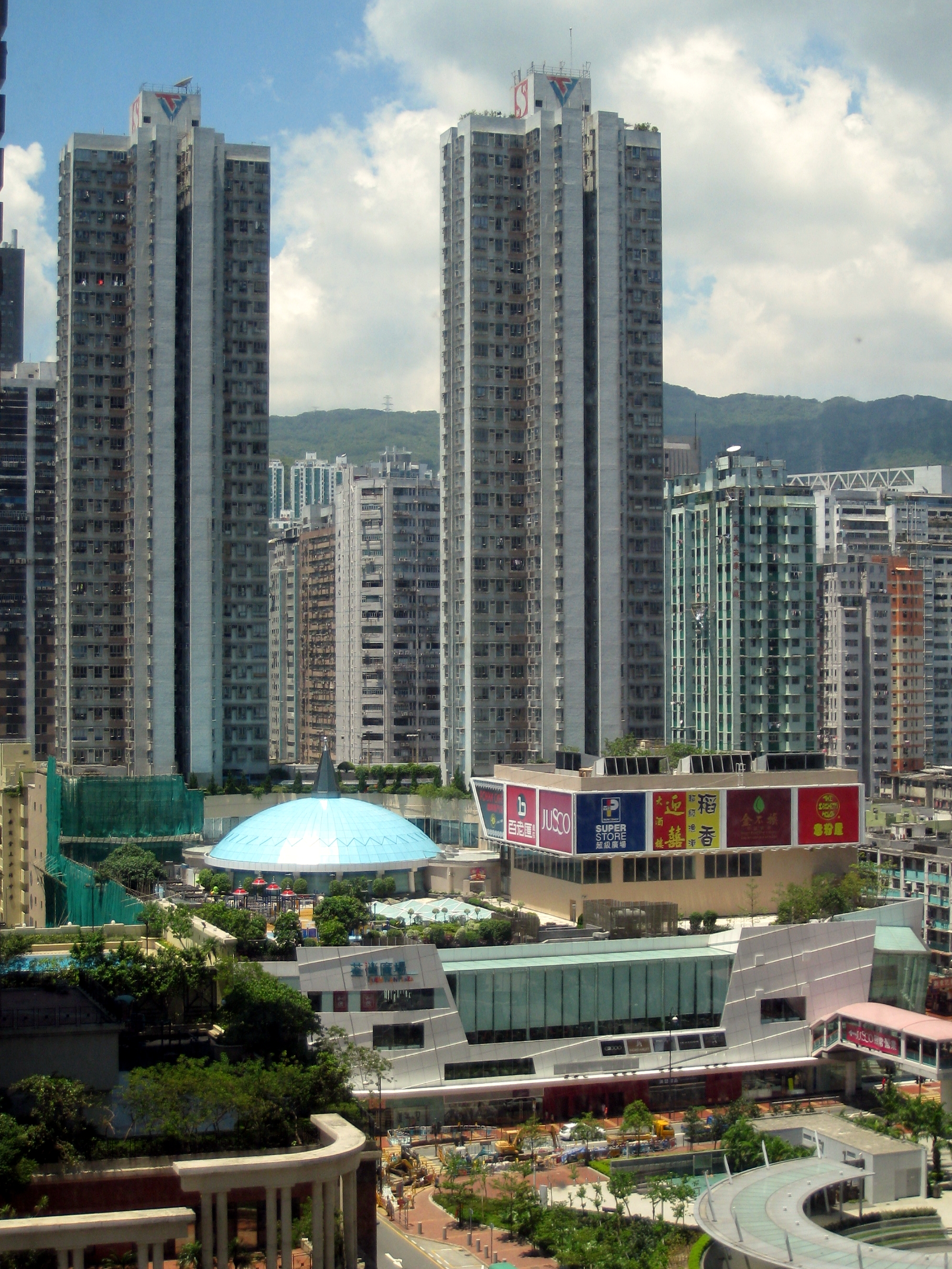
下方白色建築物為荃灣廣場，是區內著名商場之一。

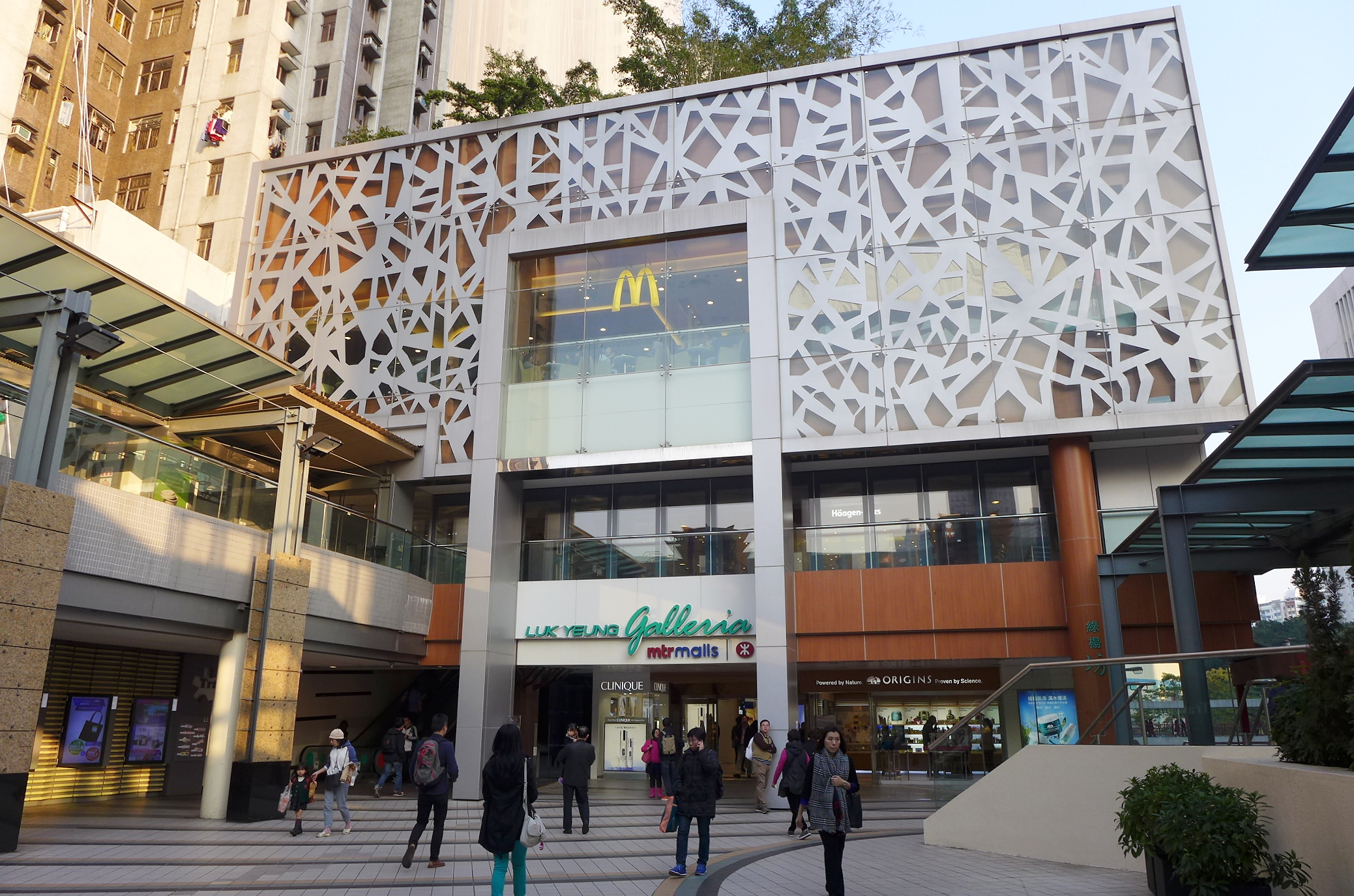
綠楊坊

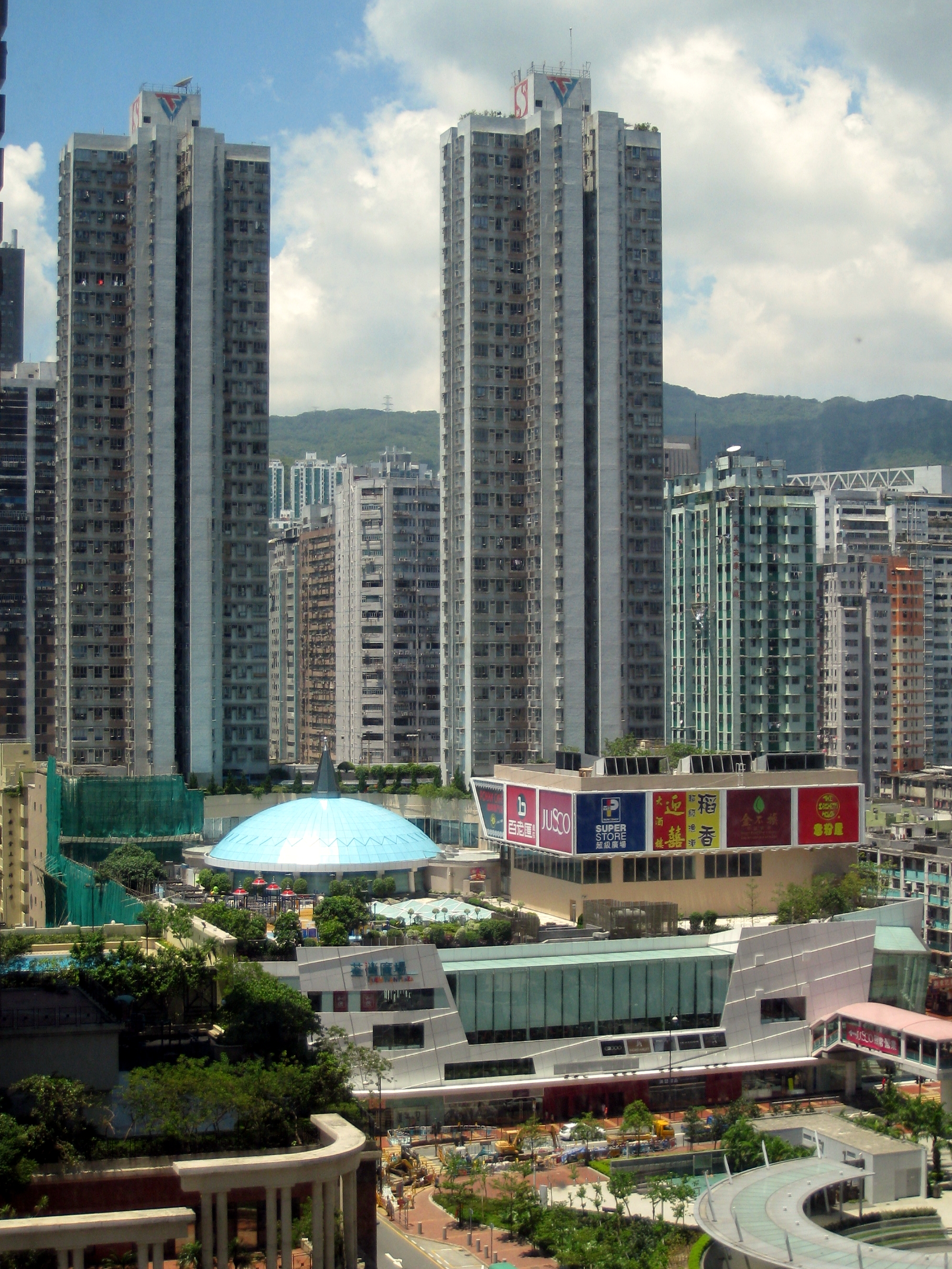
荃灣廣場

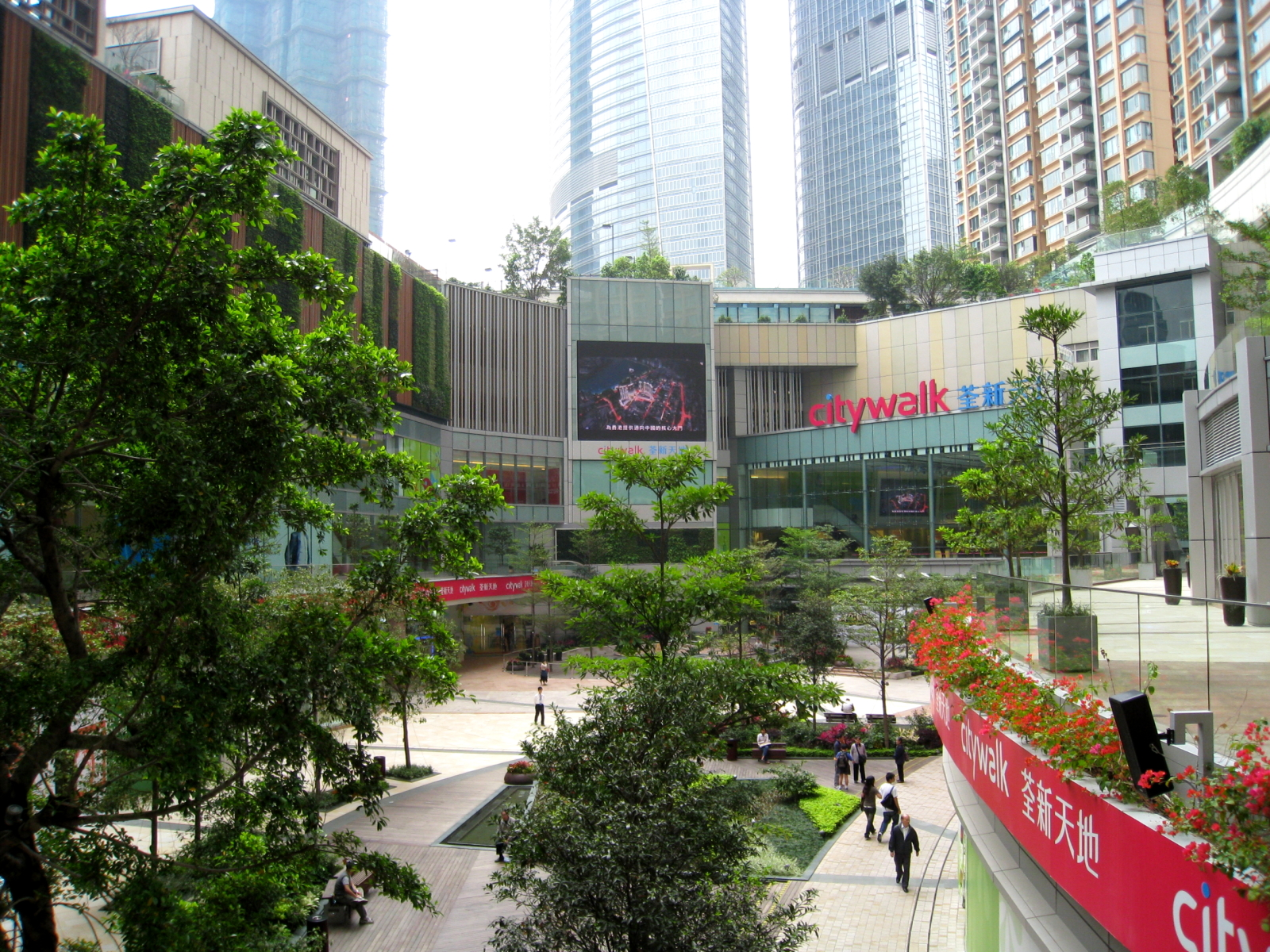
荃新天地

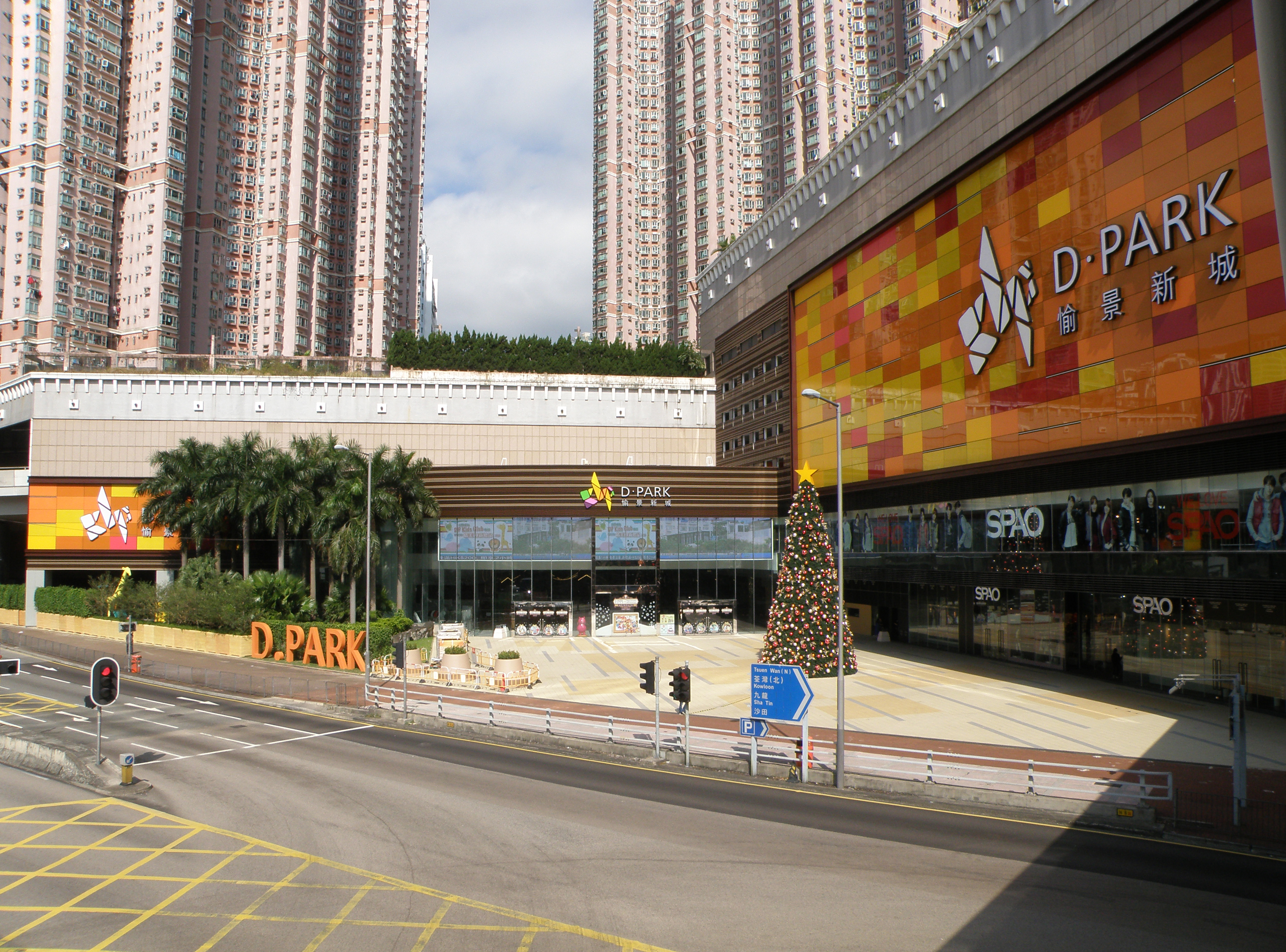
愉景新城

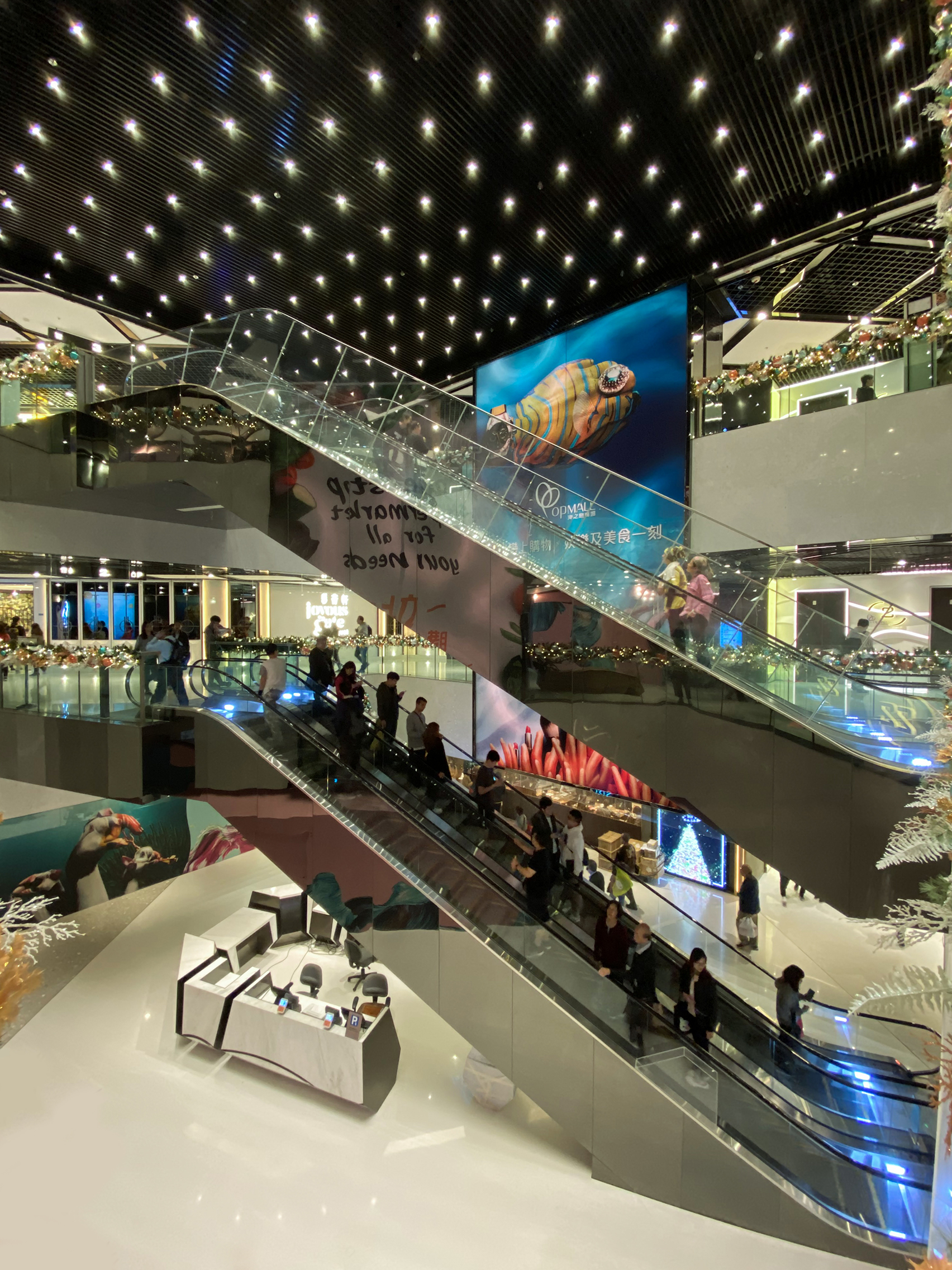
海之戀商場中庭

在2008年，有不少摩天大廈及大型屋苑落成，所以估計現在不止以上此數。現時荃灣市最多人的地區，在象鼻山路以南，青荃路以北，海興路以東，德士古道以西，官方名稱為「荃灣中區」，東西行主幹道包括青山公路（荃灣段）、沙咀道、楊屋道，南北行主幹道包括德士古道、眾安街、大河道、大涌道，其他主要街道包括關門口街、川龍街、荃灣街市街、海壩街、兆和街。
區內有多個商業圈，混合了衛星城市、新市鎮和舊式墟市三種發展模式，包括港鐵荃灣站一帶的商業圈，以衛星城市模式發展，位於港鐵荃灣站附近及沿大河道和青山公路荃灣段一帶，有路德圍一帶的舊式商住地舖，亦有多個中型購物商場，例如南豐中心、荃豐中心商場、荃錦中心商場、綠楊坊、富華中心、新領域廣場和愉景新城商場；港鐵荃灣西站一帶的商業圈，以新市鎮模式發展，位於港鐵荃灣西站附近及沿楊屋道一帶，主要由多個大型購物商場串連組成，例如荃灣廣場、荃新天地、如心廣場一期、灣景廣場、如心廣場二期及海之戀商場；眾安街一帶的商業圈，以舊式墟市模式發展，沿眾安街、荃灣街市街和沙咀道一帶，鄰近荃灣千色匯一帶珠寶店林立，所以將眾安街、川龍街及沙咀道發展成一項本土經濟項目，並命名為荃灣珠寶金飾坊，附近設有購物商場，例如荃灣城市中心、大鴻輝（荃灣）中心和悅來坊。區內有三個食物環境衛生署轄下的公共街市：荃灣街市、香車街街市和楊屋道街市等。亦有多個地鋪食肆群落，例如路德圍、香車街熟食中心、沙咀道、三坡坊、四坡坊和大壩街等。荃灣的公共設施大多於市中心內，例如荃灣政府合署、荃灣公共圖書館、荃灣裁判法院、荃灣大會堂、荃灣公園、荃灣體育館和仁濟醫院等。區內有兩大港鐵站，包括荃灣綫的總站荃灣站，以及屯馬綫的荃灣西站。而區內更設有兩個大型行人天橋系統，分別設於港鐵荃灣站附近一帶以及港鐵荃灣西站附近一帶，大河道和青山公路（荃灣段）的行人天橋系統已於2013年第三季落成開放，將荃灣現有的兩大行人天橋系統接駁來，形成一個大型的行人天橋網絡，成為全港最長的行人天橋系統。

### 葵涌

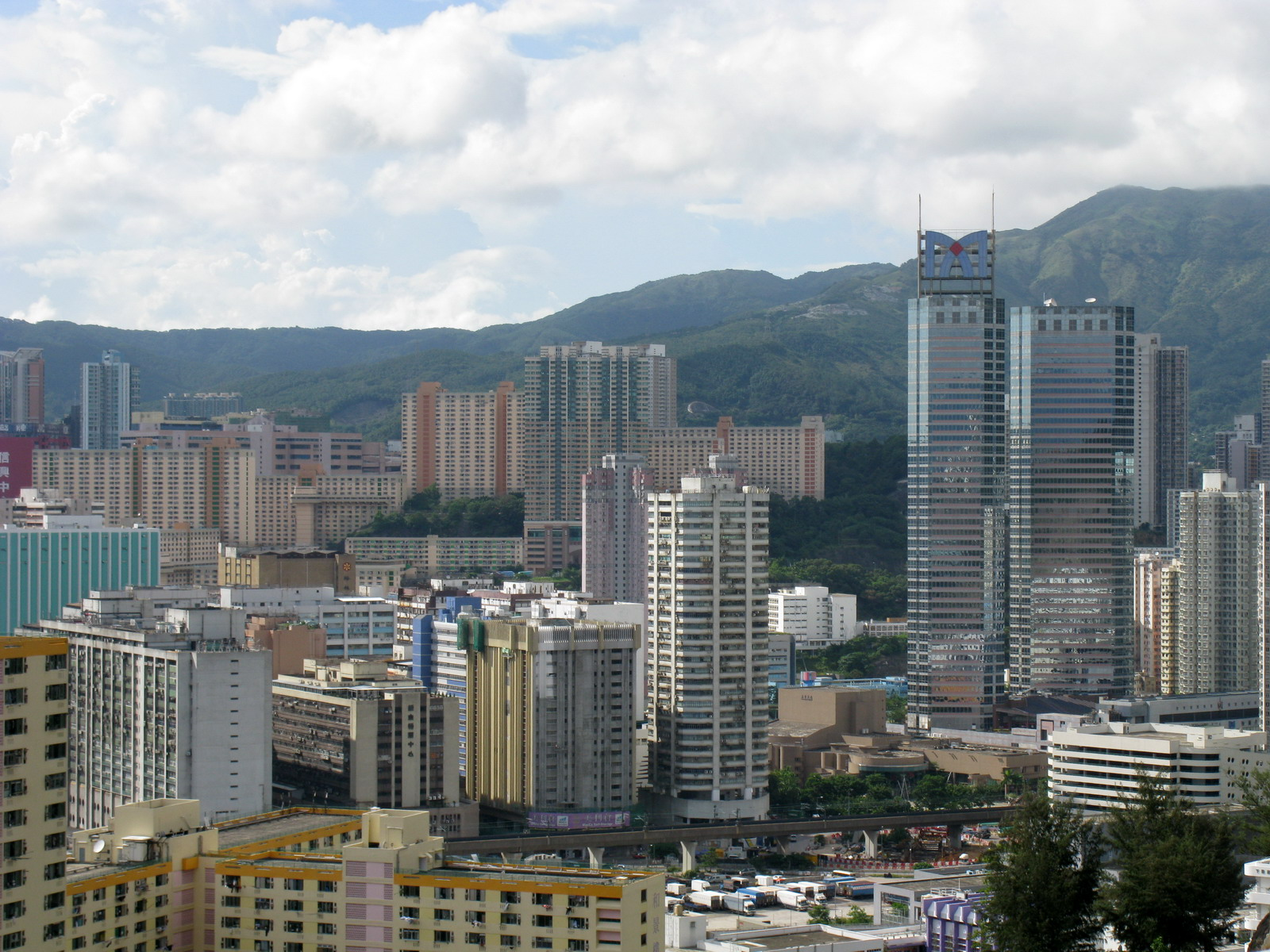
葵涌天際線。

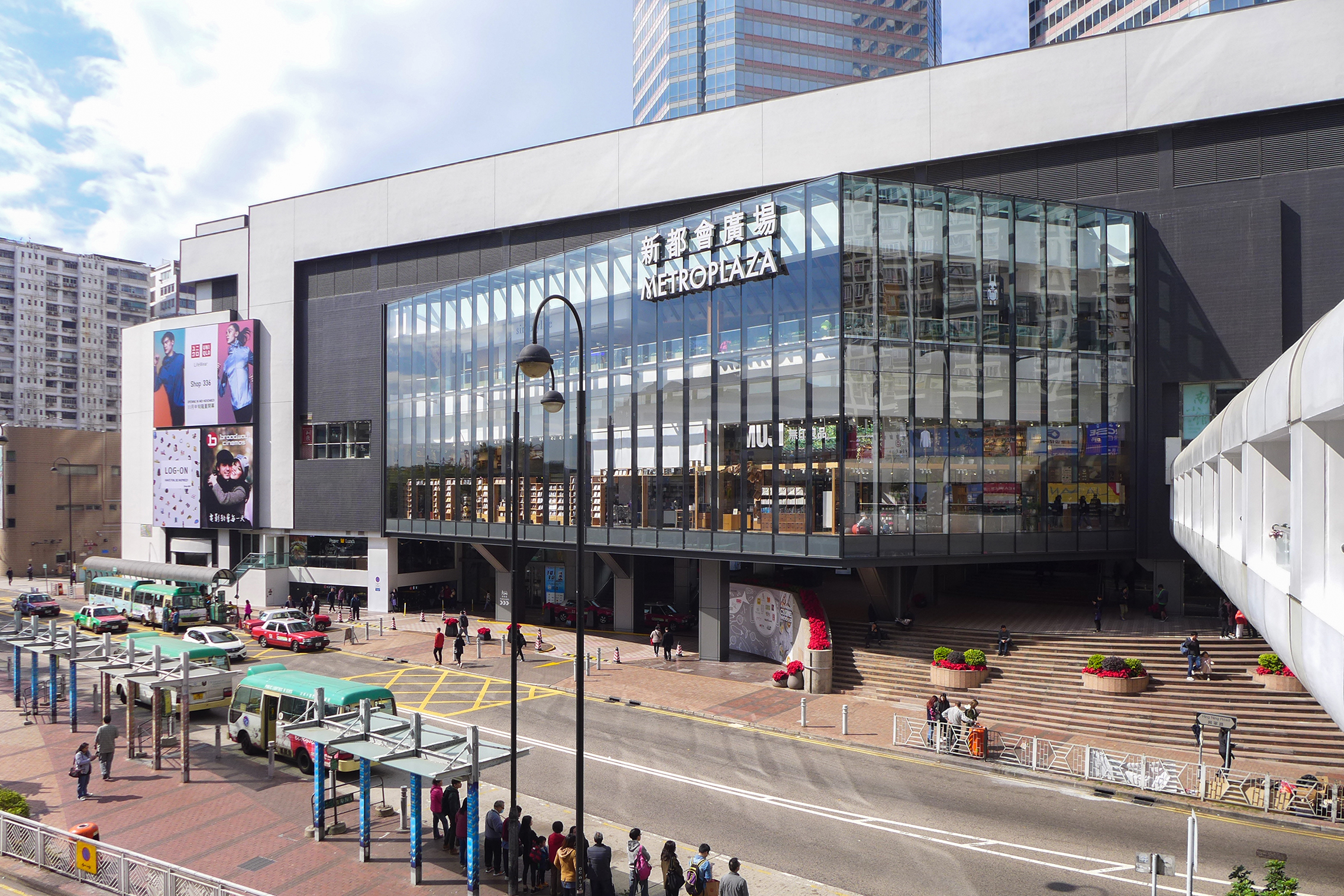
新都會廣場

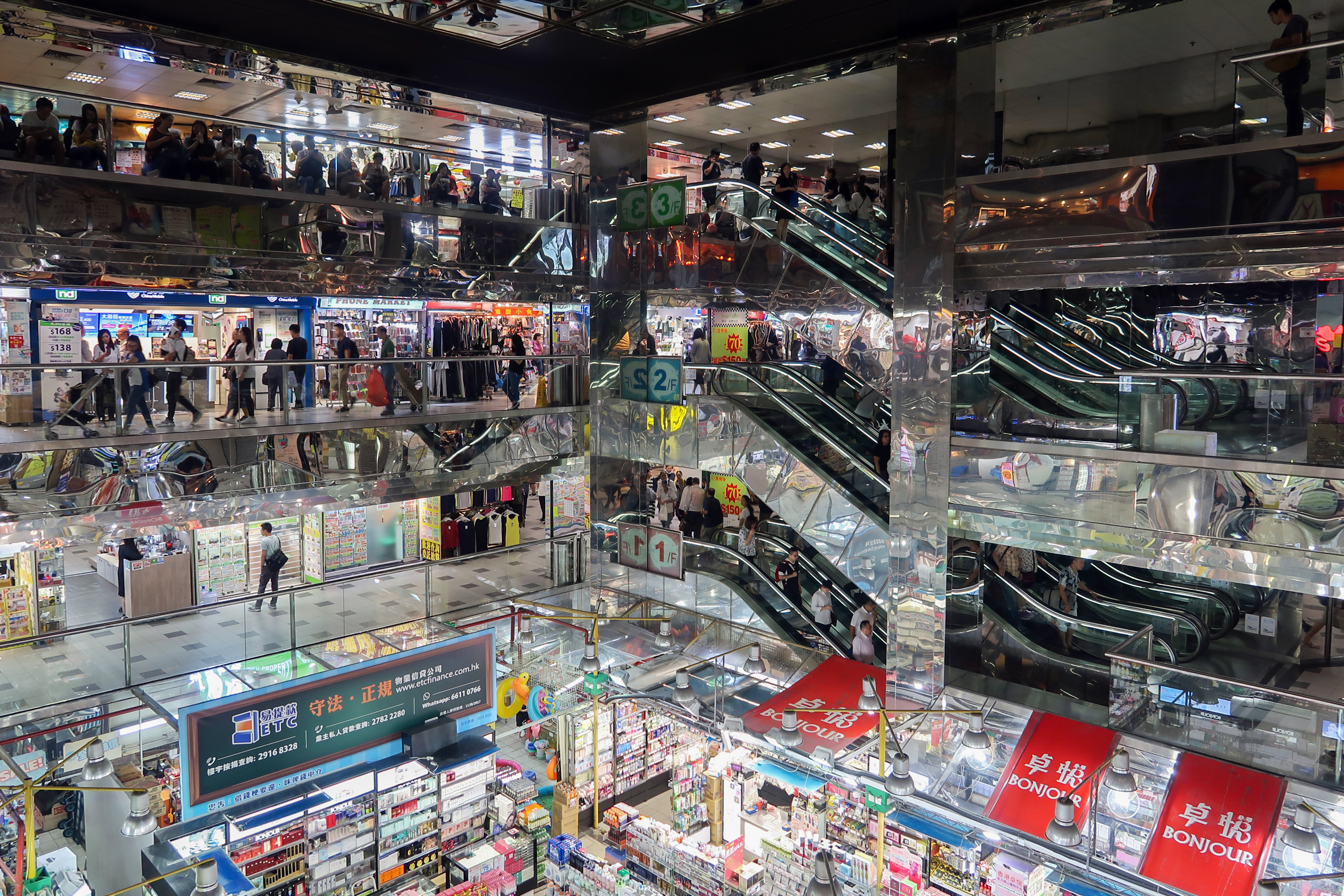
葵涌廣場

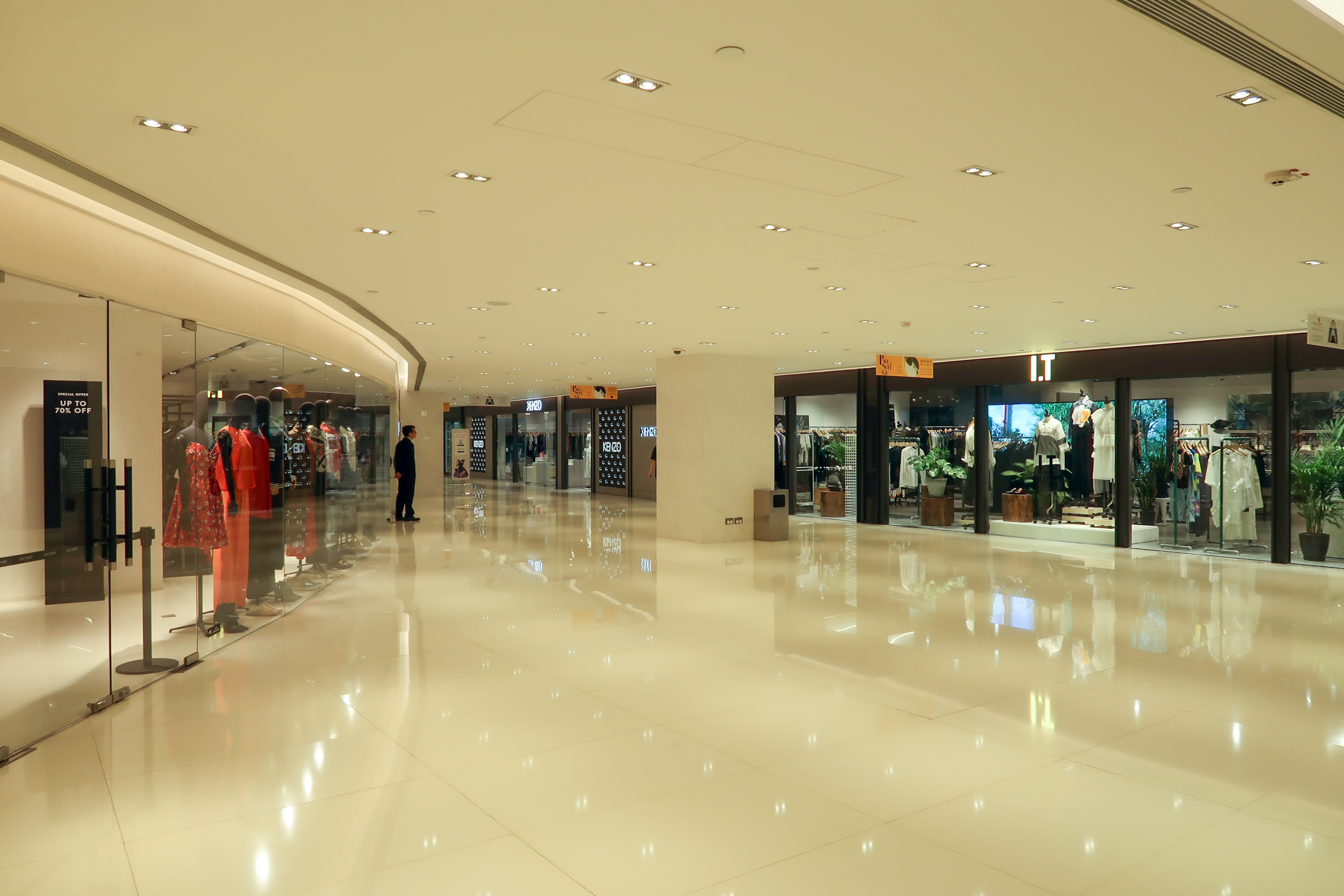
KC100

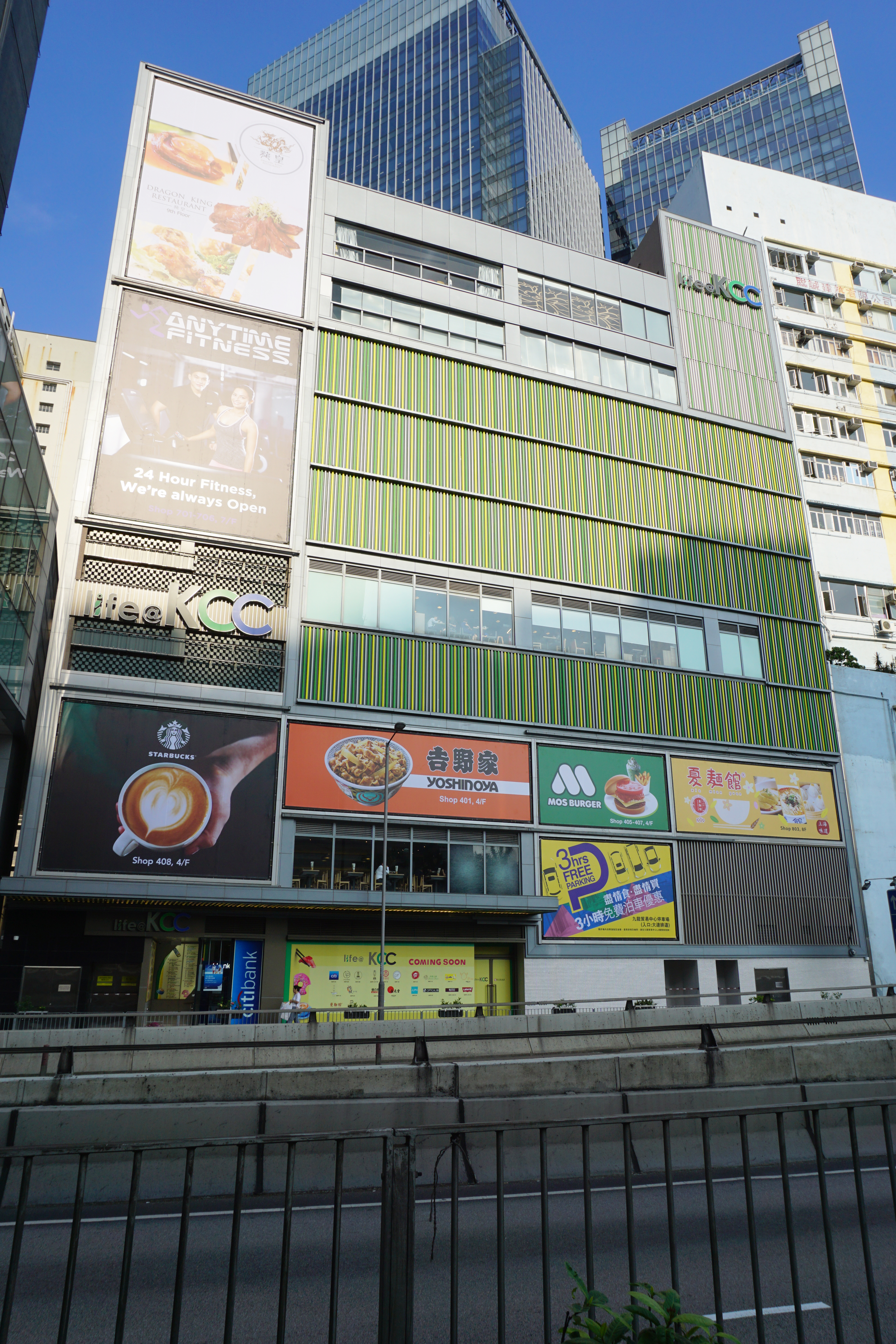
活＠KCC

葵涌由於原來屬於荃灣區，亦是荃灣新市鎮的一部份，本身並無像其他新市鎮般有稱為市中心的地帶，每年政府所投放資源不均令大部份集中發展都在荃灣市中心，令葵涌的公眾設施相對緩慢。隨著葵涌脫離荃灣區，區內亦多了屬於葵青區的重要公共設施，例如葵青劇院。葵涌市中心，亦稱為中葵涌，大致位於醉酒灣填海區上，主要以港鐵葵芳站和葵興站為骨幹，興芳路和葵涌道為主要幹道。港鐵葵芳站一帶是葵涌最主要的商圈，設有兩個人流量極高購物中心：新都會廣場和葵涌廣場，新都會廣場上蓋有甲級寫字樓。興芳街附近一帶有較高密度的商鋪和食肆，這裡一帶的人流也極高，葵芳區內有多條巴士和小巴路線，往返元朗、屯門、天水圍、北大嶼山、沙田、北葵涌、荔景和青衣島，還未設有港鐵青衣站的時候，青衣島南部的居民都會到葵芳站轉乘港鐵荃灣綫往返市區，因此葵芳也是葵青區以至整個新界的交通樞紐。此外，若以地理位置作考慮，葵芳更是香港陸地版圖的正中心所在（更準確的地點則為葵芳葵涌運動場一帶），參見香港地理。
葵芳附近的公共設施還包括，葵盛游泳池、葵涌運動場、南葵涌馬會診所、葵涌警署和葵青劇院等，區內亦設有香港專業教育學院葵涌分校和職業訓練局葵涌大樓；港鐵葵興站一帶是葵涌的行政及商貿中心，葵青區議會和葵青民政事務處等行政設施都設於葵興政府合署內，而南葵涌公共圖書館等公共設施亦設於葵興政府合署內，商鋪和食肆就集中在附近的光輝圍一帶，此處的人流也不少，葵興站設有行人天橋連接大連排工業區內的甲級寫字樓九龍貿易中心。葵涌市中心把葵青區各地區，包括上葵涌、大窩口、葵盛、荔景和青衣連繫著，為葵青區的心臟地帶。

### 青衣島

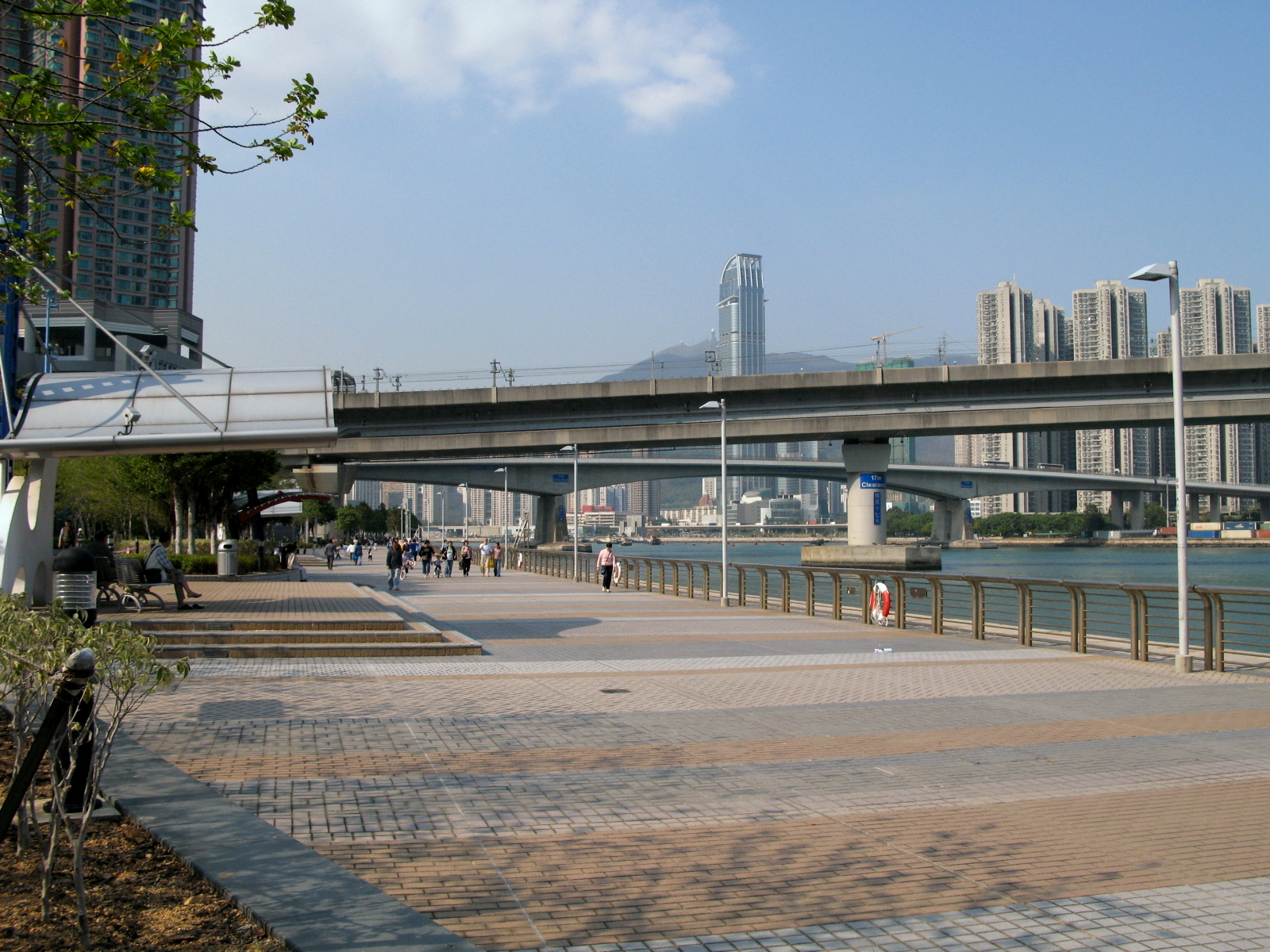
青衣市海濱。

青衣島有異於荃灣及葵涌，新市鎮發展始於1974年青衣大橋通車，城市發展由新界拓展署負責，故以新市鎮慨念發展，設有劃定的市中心。在市中心內設置鐵路車站、大型購物商場和市鎮公園，青衣市中心設有港鐵青衣站、青衣城、青衣公園及青衣海濱公園，大部分公共設施，例如市政設施、康樂設施和行政部門等，都集中在市中心內的青衣鄉事會路、青敬路及楓樹窩路。例如青衣市政大廈、青衣市區診所、青衣運動場、青衣游泳池、青衣警署、青衣消防局、青衣鄉事委員會等，附近亦有公共營房屋和私人屋苑。港鐵青衣站除了提供通勤鐵路服務至香港島、九龍和大嶼山，亦有機場快綫服務前往香港國際機場，市中心有多條專營巴士、專線小巴及居民巴士路線接駁青衣島上各處，以及北區、沙田、元朗、屯門，甚至荃灣、葵涌、深井和馬灣。市中心東南面的長輝路亦有幾座工業大廈。青衣市中心同時為島內三大發展區——三支香發展區、門仔塘發展區以及寮肚山發展區的中間點，將青衣島各地連繫著。值得一提，青衣島禁止紅色小巴行駛，與荃灣、葵涌不同。

## 摩天大廈
新界區內有8座高度不少於200米的摩天大樓，當中有6座位於荃灣新市鎮內，另外2座位於將軍澳新市鎮。
| 全港名次 | 中文名稱         | 英文名稱                   | 高度    | 樓層 | 所在位置 | 落成年份 |
| -------- | ---------------- | -------------------------- | ------- | ---- | -------- | -------- |
| 6        | 如心廣場一座     | Teddy Tower (Nina Tower I) | 318.8米 | 80   | 荃灣     | 2008年   |
| 44       | 爵悅庭 ^         | Chelsea Court              | 215米   | 56   | 荃灣     | 2005年   |
| 62       | 樂悠居 ^         | Indi Home                  | 212米   | 48   | 荃灣     | 2006年   |
| 67       | 新都會廣場第二座 | Metro Tower 2              | 208.9米 | 47   | 葵涌     | 1992年   |
| 85       | 御凱第一座 ^     | The DynastyTower 1         | 202米   | 50   | 荃灣     | 2009年   |
| 85       | 御凱第二座 ^     | The DynastyTower 2         | 202米   | 50   | 荃灣     | 2009年   |

有^標示者為純住宅大樓。

## 大型商場

### 荃灣
- 大鴻輝（荃灣）中心
- 南豐紗廠 The Mills
- 荃灣廣場
- 荃灣千色匯
- 悅來坊
- 綠楊坊
- 荃新天地
- 愉景新城
- 如心廣場
- 海之戀商場
- 8咪半
- 麗城薈
- 荃錦中心
- 南豐中心
- 荃灣千色匯
- 荃豐中心
- 灣景廣場
- 力生廣場
- Plaza 88

### 葵涌
- 新都會廣場
- 葵涌廣場
- KC100
- 活＠KCC

### 青衣

青衣城

長發廣場

- 青衣城
- 長發廣場

## 公共設施

### 行政設施
- 荃灣裁判法院
- 荃灣政府合署
- 葵興政府合署

### 郊野公園
- 城門郊野公園
- 大帽山郊野公園
- 大欖郊野公園

## 旅遊

### 觀光景點
- 青嶼幹線訪客中心及觀景台
- 挪亞方舟
- 香港機場核心計劃展覽中心
- 香港迪士尼樂園度假區
- 圓玄學院
- 深井燒鵝
- 如心園 Nina Park
- 南豐紗廠 The Mills

### 酒店
- 青逸酒店
- 華逸酒店
- 盛逸酒店
- 荃灣西如心酒店
- 悅來酒店
- 遠東絲麗酒店
- 汀蘭居
- 帝景酒店
- 荃灣帝盛酒店
- 雍澄軒

## 對外交通

### 道路
- 呈祥道（葵涌 ⇄ 深水埗大窩坪交匯處／龍翔道往九龍東）
- 葵涌道（葵涌 ⇄ 荔枝角）
- 荔景山路（葵涌 ⇄ 荔枝角）
- 貨櫃碼頭南路（葵涌葵青貨櫃碼頭 ⇄ 荔枝角）
- 青山公路－葵涌段（葵涌 ⇄ 荔枝角／呈祥道往九龍東）
- 青山公路－荃灣段至青龍頭段（荃灣 ⇄ 屯門）
- 青葵公路（青衣 ⇄ 西九龍公路往香港島）
- 青沙公路（青衣 ⇄ 沙田）
- 城門隧道（荃灣 ⇄ 沙田）
- 屯門公路（荃灣 ⇄ 屯門）
- 荃錦公路（荃灣 ⇄ 錦田）
- 青朗公路（青衣 ⇄ 元朗）
- 青嶼幹線（青衣 ⇄ 大嶼山）
- 北大嶼山公路（陰澳 ⇄ 東涌）
- 翔東路（陰澳 ⇄ 東涌）
- 神奇道（竹篙灣公路 ⇄ 香港迪士尼樂園酒店區）

### 港鐵
- █  荃灣綫：荃灣站、大窩口站、葵興站、葵芳站
- █  荃灣綫、 █  東涌綫：茘景站
- █  東涌綫、 █  機場快綫：青衣站
- █  屯馬綫：荃灣西站
- █  東涌綫、 █  迪士尼綫：欣澳站
- █  迪士尼綫：迪士尼站

### 渡輪
- 馬灣 ⇄ 中環碼頭
- 馬灣 ⇄ 荃灣碼頭（只提供有限度服務）

### 港口
- 葵青貨櫃碼頭

## 外部連結
- 土木工程拓展署－荃灣新市鎮
- Hong Kong's New Towns - Tsuen Wan